# Rubis Energy Кенія
KenolKobil Plc — панафриканська компанія, що працює в нафтогазовій галузі. Її діяльність охоплює сім країн у Східній, Центральній і Південній Африці та включає постачання, зберігання, дистрибуцію та роздрібну торгівлю різноманітними нафтопродуктами.

## Огляд
Головний офіс KenolKobil розташований у Найробі, Кенія, а дочірні компанії працюють у Бурунді, Ефіопії, Кенії, Мозамбіку, Руанді, Уганді та Замбії. Згідно зі звітом Східноафриканського інституту нафти за грудень 2014 року, компанія займала третє місце на ринку з часткою 13,9%, поступаючись Total Kenya та Vivo Energy.

## Історія
KenolKobil, спочатку Kenya Oil Company Limited, була заснована 13 травня 1959 року як продавець фасованого гасу SAFI. У тому ж році її акції з’явилися на Найробійській фондовій біржі. У 1980-х пережила банкрутство, але відновилася у 1983 році. У 1986 році уклала угоду про спільну діяльність з Kobil Petroleum. З 1999 року почалася регіональна експансія: Уганда, Танзанія, Замбія, Ефіопія, Руанда, Бурунді, Зімбабве, Мозамбік, ДР Конго. У 2007 році Kenol придбала Kobil, після чого компанія стала KenolKobil. У 2012 році отримала пропозицію поглинання від Puma Energy, яка не відбулася.

Логотип компанії до придбання у 2019 році

У 2019 році Rubis завершила повне придбання KenolKobil , і компанія була перейменована на Rubis Energy Kenya.

## Компанії-члени
До складу KenolKobil Limited входять, зокрема, такі компанії:
- Структура KenolKobil Limited (станом на 2018 рік):
  - KenolKobil Limited (Найробі, Кенія) – 100% акцій, головна компанія, займається імпортом, маркетингом і розповсюдженням нафтопродуктів у Кенії.
  - Kobil Petroleum (Делавер, США) – 100%, інвестиційна холдингова компанія.
  - Kobil Uganda, Zambia, Rwanda, Ethiopia, Burundi – 100%, імпорт і дистрибуція нафтопродуктів у відповідних країнах.
  - Kobil Mozambique – 100%, неактивна компанія.
  - Lublend Limited (Замбія) – 25,5%, виробництво мастил.

## Власність
Акції компанії KenolKobil Limited котируються на Найробійській фондовій біржі під тикером KENO. Станом на 3 грудня 2018 року структура акціонерного капіталу компанії виглядала наступним чином:

## Акціонерна власність KenolKobil станом на грудень 2018 року
| Ранг | Ім'я акціонера         | Відсоток власності |
| ---- | ---------------------- | ------------------ |
| 1    | Rubis Energie          | 23.7               |
| 2    | Петро Холдингс Лімітед | 8.2                |
| 3    | КенолКобіл ESOP        | 5.8                |
| 4    | Інші інвестори         | 62,3               |
|      | Всього                 | 100,00             |

## Управління
KenolKobil управляється радою директорів, що складається з шести членів, а керівником групи є Девід Охана.